# لوزه‌های کامی
لوزه‌های کامی (به انگلیسی: Palatine tonsils) که faucial tonsils نیز نامیده می‌شوند، لوزه‌هایی در سمت چپ و راست عقب گلو هستند که اغلب به صورت توده‌های سفیدرنگ دیده می‌شوند.

التهاب لوزه‌ها (تونسیلیت) اغلب و نه لزوماً باعث گلودرد و تب می‌شوند. در حالت‌های مزمن، برداشتن لوزه (تونسیلکتومی) تجویز می‌شود.
لوزه‌های کامی عبارت از دو توده بیضی‌شکل از بافت لنفاوی هستند که به صورت زوج در عقب حفره دهان و در حد طرفی آن واقع شده‌است. حفره لوزه‌ای که جایگاه لوزه کامی است در هر طرف بواسطه چین‌های کامی‌زبانی (پالاتوگلوس) و کامی‌حلقی (پالاتوفارنژئوس) ایجاد می‌شود. در سطح خارجی هر لوزه فرورفتگی‌های عمیقی بنام کریپت‌های لوزه‌ای دیده می‌شود. در انتهای فوقانی هر لوزه حفره‌ای تحت عنوان حفره بالالوزه‌ای (Supratonsillar fossa) وجود دارد و حد تحتانی آن بواسطه چین کوچکتر دیگری بنام چین مثلثی محدود می‌شود.
لوزه کامی از خارج با ماهیچه نیزه‌ای‌زبانی (عضله استیلوگلوس) و سرخرگ کامی صعودی مجاورت نزدیک دارد و هنگام برداشتن لوزه باید به این شریان توجه شود تا باعث خونریزی نگردد. تغذیه لوزه کامی از شاخه لوزه‌ای کامی صعودی و انشعابات پشتی سرخرگ زبانی است. شاخه زبانی عصب زبانی‌حلقی (گلوسوفارنژئوس) ضمن اینکه به صورت زیر مخاطی از حد خلفی لوزه کامی می‌گذرد تا در یک سوم خلفی زبان منتشر شود شاخه‌هایی نیز به مخاط لوزه می‌فرستد و حس آن را تأمین می‌کند.